# 香川県庁舎
香川県庁舎（かがわけんちょうしゃ）は香川県高松市番町にある香川県の行政機関（香川県庁）が入る建物群の総称。

## 概要
本館、東館、北館、議会議事堂、天神前分庁舎、警察本部庁舎からなり、南側に駐輪場が完備されている。
本館、東館、警察本部庁舎は丹下健三により設計された。

## 歴史

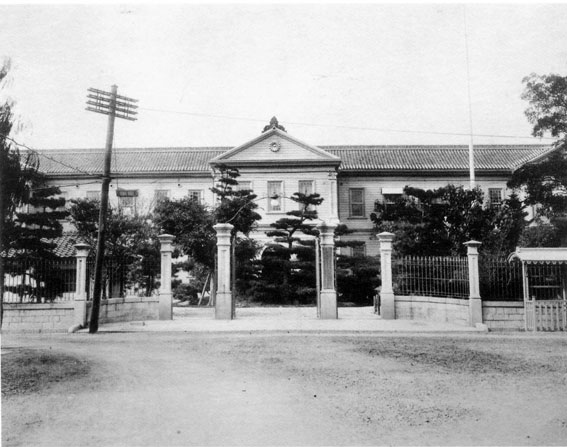
初代香川県庁舎

※1872年（明治5年）までは太陰暦（括弧内に太陽暦）、1873年（明治6年）以降は太陽暦による年月日。
- 1869年（明治2年）7月 - 高松城から内町（現・高松市丸の内）の松平操旧邸へ高松藩庁移転[2]。
- 1871年（明治4年）
  - 7月24日（9月8日） - 同月14日（8月29日）の廃藩置県により高松藩に変って高松県が成立したことに伴い、それまで高松藩庁の置かれていた松平操旧邸に高松県庁開庁[3]。
  - 11月15日（12月26日） - 高松県・丸亀県を併合した第一次香川県成立に伴い、高松県庁の置かれていた松平操旧邸に香川県庁開庁[3]。
- 1873年（明治6年）3月23日 - 同年2月20日に香川県が名東県に編入され、翌3月17日に高松支庁が設置されたことに伴い、香川県庁の置かれていた松平操旧邸に名東県庁高松支庁開庁[4]。
- 1875年（明治8年）11月2日 - 9月5日の名東県から分離した第二次香川県成立に伴い、名東県庁高松支庁の置かれていた松平操旧邸に香川県庁開庁[4]。
- 1876年（明治9年）
  - 4月4日 - 香川県庁を高松内町138・139番地の松平操旧邸へ移す[5]。
  - 8月21日 - 香川県が愛媛県に編入されたことに伴い、愛媛県庁高松支庁開庁[2]。
- 1888年（明治21年）12月27日 - 同月3日の愛媛県から分離した第三次香川県成立に伴い、香川郡高松五番丁（現・高松市番町一丁目）浄願寺に香川県庁仮庁舎開庁[4]。
- 1889年（明治22年）2月4日 - 第一回香川県議会が高松の興正寺別院で開会[6]。
- 1894年（明治27年）7月22日 - 内町（現・高松市丸の内）に初代香川県庁舎落成[7]。
  - 敷地総面積4391坪、建坪は645坪で2階建3棟、工費は3万320円。業務開始は同月28日から[8]。
  - 現在の四国電力本社、西日本放送本社及びその北側専用駐車場の場所。二階建て青ペンキ塗りの当時としてはモダンな新庁舎であった[9]。
- 1903年（明治36年）10月1日 - 各警察本・分署との間に電話架設[10]
- 1904年（明治37年）6月1日 - 各郡役所との間に電話架設[10]。
- 1906年（明治39年）12月13日 - 丸亀市役所との間に電話開通[11]。
- 1945年（昭和20年）
  - 7月4日 - 高松空襲による戦災で庁舎が全焼し、県立高松女学校を仮庁舎とする[7]。
  - 7月30日 - 県庁仮事務所を県商工奨励館に、知事官房及び内政部を岡田国民学校に、経済第1部を栗熊国民学校に、経済第2部を陶国民学校に、警察部を琴平派出所、金刀比羅宮図書館、琴平町立幼稚園、県立香川農業学校にそれぞれ移転[12]
- 1946年（昭和21年）5月21日 - 県庁舎建築第1期工事（木造平屋建）を日赤病院跡に着手[7]。
- 1947年（昭和22年）12月5日 - 県庁舎建築工事が旧高松赤十字病院跡に落成（木造2階建2棟）[7]。
- 1956年（昭和31年）1月25日 - 県庁舎本館建築第1期工事起工式を挙行（設計・丹下健三、低層部3階・高層部8階・地下1階）[7]。
- 1958年（昭和33年）5月26日 - 県庁舎本館（地下1階・地上8階・工費3.7億円）及び議会議事堂建築工事が落成。27日から6月3日まで一般公開[13]。
  - この本館が現在の東館に当たる。
- 1974年（昭和49年）9月24日 - 知事室が8階から5階へ移転[14]。
- 1996年（平成8年） - 警察本部庁舎が落成。
- 1999年（平成11年） - 本館が日本の近代建築20選（DOCOMOMO JAPAN選定 日本におけるモダン・ムーブメントの建築）に選定。
- 2000年（平成12年） - 新本館が落成。これに伴い旧本館は東館となる。
- 2022年（令和4年）2月9日、旧本館及び東館が国の重要文化財に指定[15]。

## 庁舎

### 本館
竣工は2000年（平成12年）。地上22階、地下2階、最高部113メートルの鉄骨造である。延べ床面積は41,464平方メートル。
21階は展望室になっていて全方向の眺望が楽しめる。県庁舎の模型や香川県特産のサヌカイト（讃岐石）が展示されている。県内の数少ない超高層ビルの一つ。
地下に来庁者専用駐車場を備えている。それまでは来庁者用の駐車場がなかったが、本館の完成でようやく自前の駐車場を持つことになった。

### 東館
- 所在地：本館に同じ
- 設計：丹下健三[17]
- 構造設計：坪井善勝研究室[17]
- 施工：大林組[17]
- 構造形式：鉄筋コンクリート構造[17]
- 延床面積：12,772.04m2[17]
- 階数：地上8階[17]
- 高さ：（展望台）43m、（軒高）31m
- 着工：1955年（昭和30年）12月[17]
- 竣工：1958年（昭和33年）5月[17]

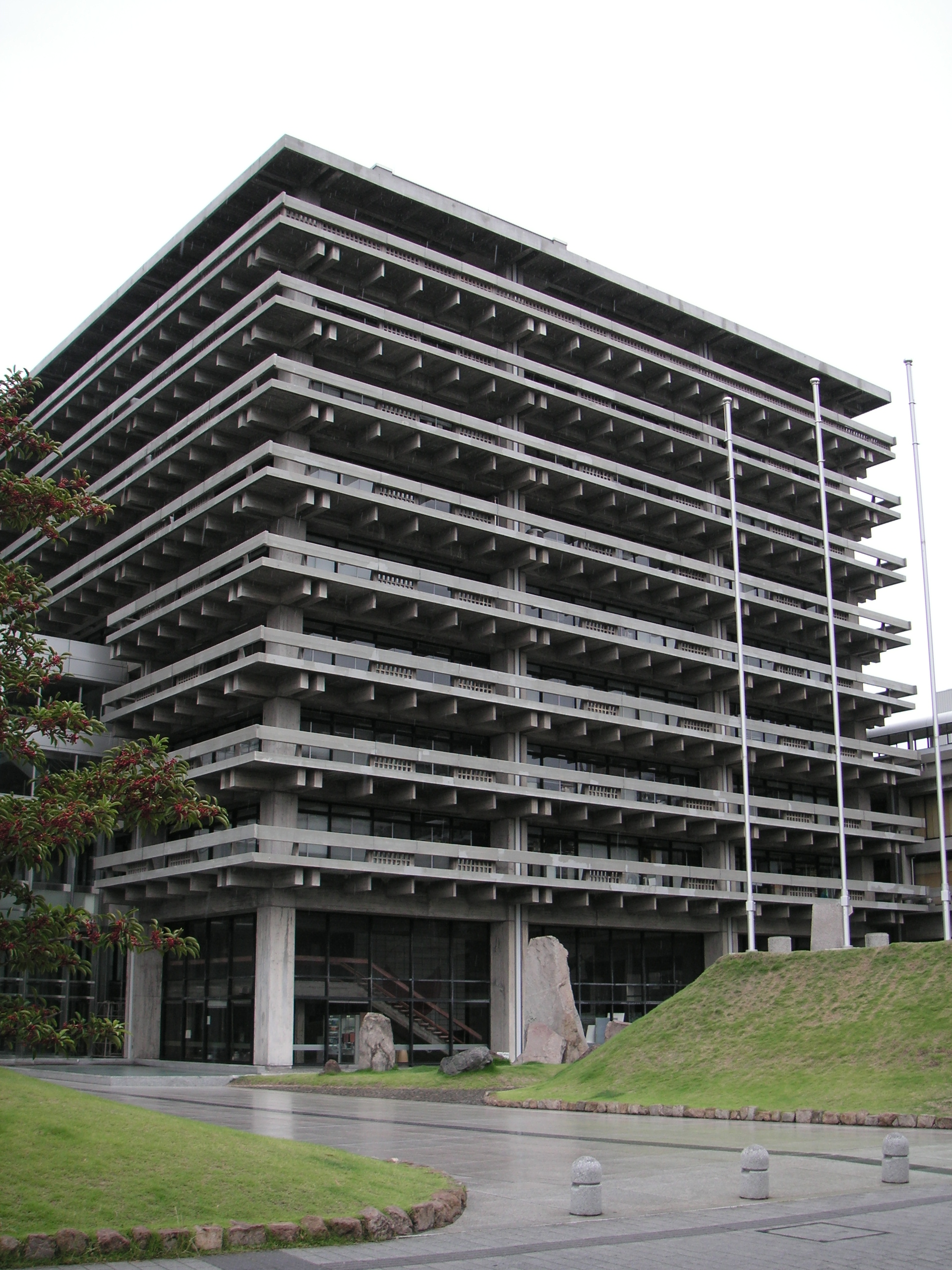
東館

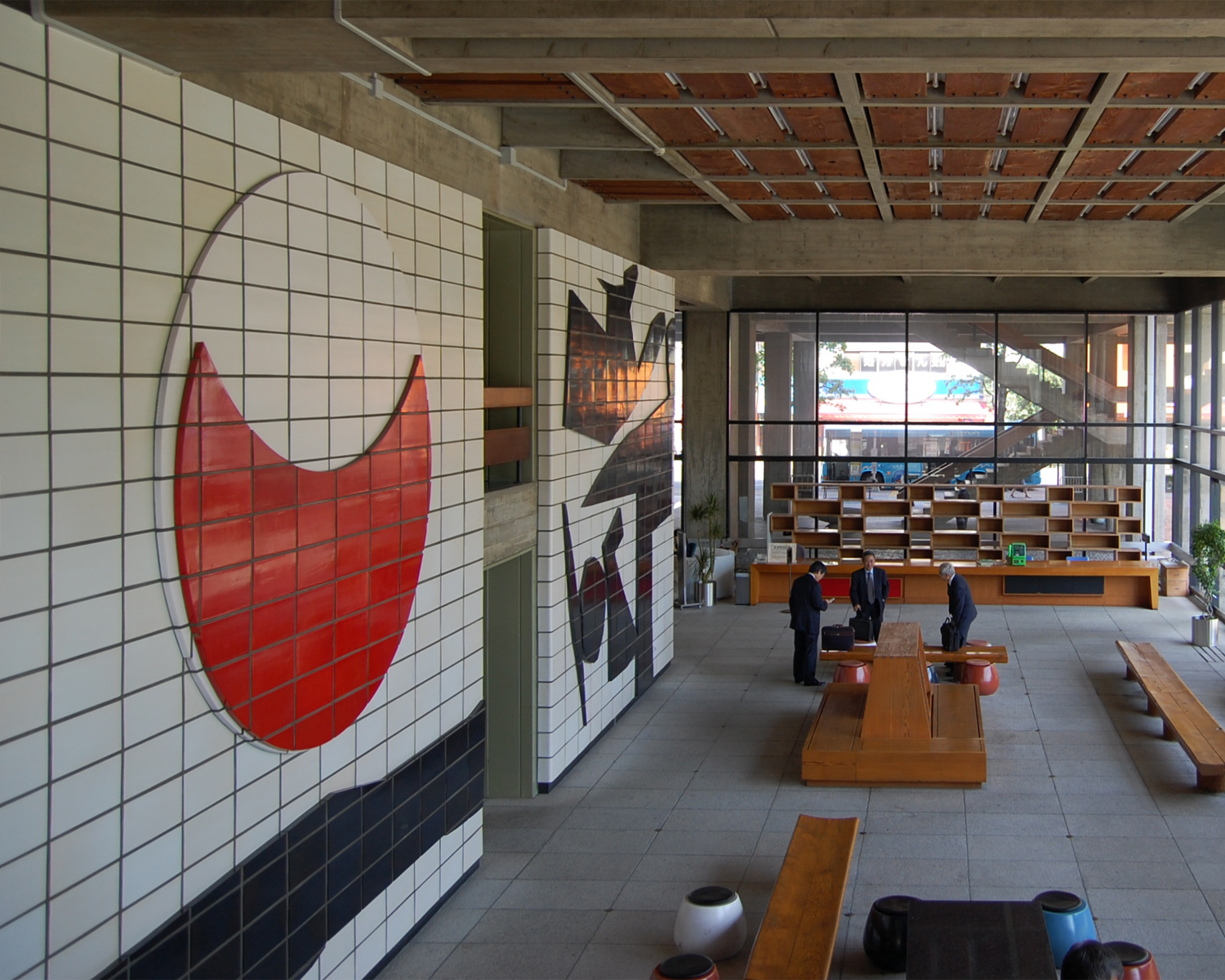
東館の内観

現在の本館ができるまでは、これが本館と東館であった。
丹下の初期の傑作と評される。ファサード（正面からの姿）は、日本の伝統である梁を、当時の建築技術の限界での細さで表現した。1950年代の代表建築の一つとされ、公共建築百選にも選ばれている。
設計は、当時の金子正則知事が香川県丸亀市出身の洋画家・猪熊弦一郎から紹介されて丹下健三に会い、彼の温厚な人柄と柔軟な思考力、鋭敏な美意識と創造にかける強烈な意欲に共鳴して、「民主主義時代に相応しい庁舎を設計してほしい」と依頼したことから始まる。
金子知事の要望に応えて丹下が設計した案は、彼が旧制高校時代から尊敬し続けてきた建築家ル・コルビュジエによる近代建築の5原則に基づくものであった。その原則とは、(1)ピロティ、(2)屋上庭園、(3)自由な平面、(4)水平連続窓、(5)自由なファサードなどであり、丹下はその原則の総てを織り込んで設計案を作成した。
竣工式のあいさつの中で丹下は、県庁舎が県民に開かれた空間であることを強調した。
1階部分の壁画「和敬清寂」は猪熊弦一郎によるものである。猪熊は、日本のあるべき民主主義は茶の精神であり、茶の精神は和敬清寂にあり、とこの壁画で表している。
壁画の制作時、猪熊はニューヨークにいたが、現場を一度も見ないまま送られてきた作品は、寸分たがわず設置場所に収まった。実は精密な模型を作り、作品を作り上げていた。
1999年（平成11年）に、日本の近代建築20選（DOCOMOMO JAPAN選定 日本におけるモダン・ムーブメントの建築）に選定された。
2022年（令和4年）2月9日、旧本館及び東館が国の重要文化財に指定された。

### 北館
- 所在地：本館に同じ
- 階数：地上5階

2階に香川県庁消費生活協同組合、3階から5階に会議室が入る。エレベーターは設置されておらず、本館からの連絡通路もない。

### 警察本部庁舎
- 所在地：本館に同じ
- 設計：丹下健三
- 構造形式：鉄骨鉄筋コンクリート構造
- 延床面積：15,201m2
- 階数：地上6階、地下2階
- 高さ：33m
- 竣工：1996年（平成8年）

西側に正面が向く。玄関前の左右は駐車場になっている。本館や東館と異なり、訪れる県民は少なくひっそりとしている。

### 議会議事堂
- 所在地：香川県高松市番町五丁目1番1号
- 竣工：1987年（昭和61年）11月10日
- 構造：地下1階、地上6階建て

### 天神前分庁舎
- 所在地：香川県高松市天神前6番1号
- 構造：地上8階建て

2階に水道局、3 - 8階に教育委員会が入る。

## アクセス
徒歩
- JR高松駅：20分
- ことでん瓦町駅：10分

ことでんバス県庁・日赤前下車
- 下笠居・香西線
  - 13・14・15 中央病院・宮脇町経由便
  - 17 八本松便（平日朝1本のみ）
- まちなかループバス：1・2
- ショッピング・レインボー循環バス

## その他
- 2006年（平成18年）2月25日に公開された織田裕二主演の映画「県庁の星」では本館がロケ地となった。
- 国際的な評価も高く、2021年にはニューヨークタイムズ・スタイルマガジンの最も重大な世界の戦後建築25選に選ばれた[21]。

## ギャラリー

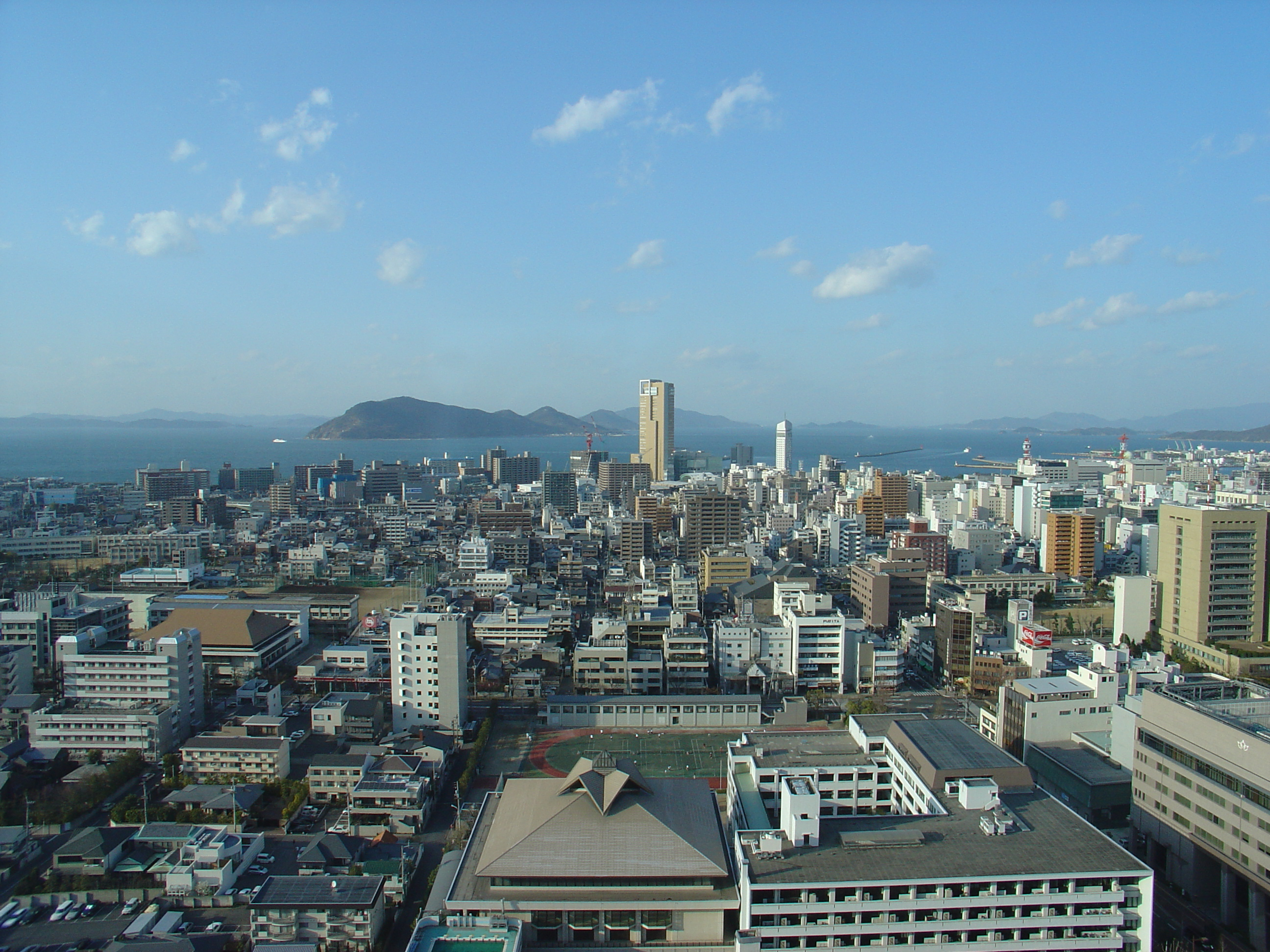
本館展望室からの北の眺望
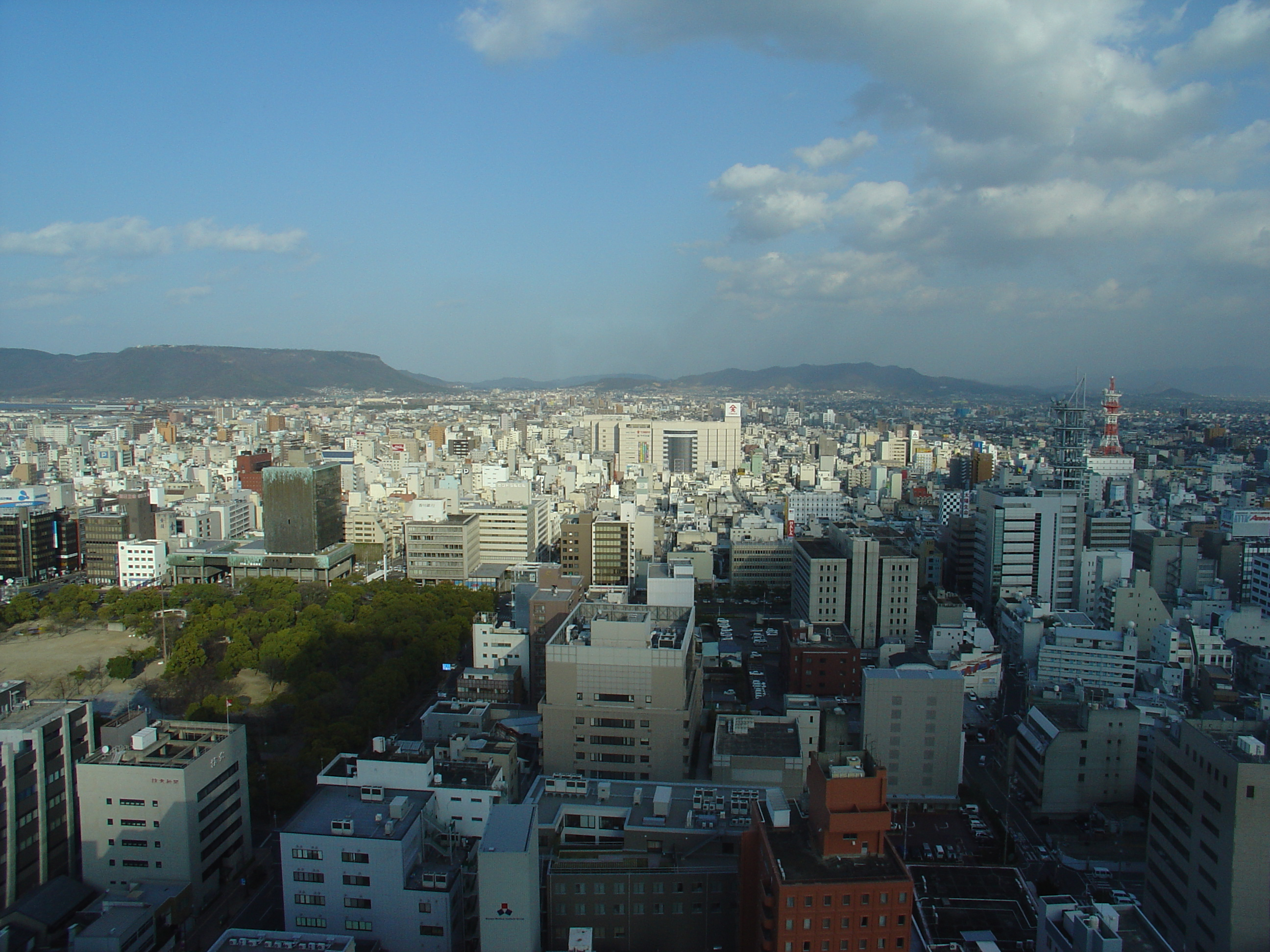
本館展望室からの東の眺望